# Carbide & Carbon Building
El Carbide & Carbon Building es un edificio emblemático de estilo art déco en la ciudad de Chicago, la más grande del estado de Illinois (Estados Unidos). Tiene de 37 pisos y mide 153 metros (m) de altura. Está ubicado en la Avenida Míchigan. Fue construido en 1929 y convertido en hotel en 2004.

## Historia
El edificio fue diseñado por los Burnham Brothers (la firma lanzada por los hijos de Daniel Burnham, Hubert Burnham y Daniel Burnham Jr.) como la oficina regional de Union Carbide and Carbon Co. Fue designado como Monumento Histórico de Chicago el 9 de mayo de 1996.
El edificio se transformó en el Hard Rock Hotel Chicago del Hard Rock Cafe de 2001 a 2004. La conversión de 106 millones de dólares fue dirigida por Lucien Lagrange & Associates. El hotel comenzó a recibir huéspedes el 1 de enero de 2004 y después de que se completó su bar y restaurante, celebró su gran inauguración el 21 de abril de 2004, La capacidad actual del hotel es de 383 habitaciones y 13 suites. El Hard Rock Hotel cerró el 1 de diciembre de 2017 y reabrió en 2018 como el St. Jane Chicago Hotel, nombrado en honor a la ganadora del Premio Nobel de la Paz y destacada activista social de Chicago Jane Addams. El hotel cerró temporalmente a principios de 2020 debido a la pandemia de COVID-19. Se vendió en octubre de 2020 a Montage International y reabrirá en la primavera de 2021 como el Hotel Pendry Chicago, después de renovaciones.

## Descripción
El exterior del edificio está cubierto de granito negro pulido y la torre es de terracota verde oscuro con detalles en pan de oro. El uso de representaciones estilizadas de hojas en el exterior del edificio fue una referencia intencional de los arquitectos a los orígenes prehistóricos de los depósitos de carbono subterráneos en la descomposición de plantas antiguas.
La planta baja fue diseñada específicamente para exhibir los productos de las subsidiarias de Union Carbide y Carbon. El vestíbulo tiene molduras de bronce belga negro y art déco. La base exterior es de granito negro con mármol negro y molduras de bronce, mientras que el eje central está revestido en terracota verde oscuro y dorado y la tapa verdosa (que desde la distancia parece malaquita pero no lo es) está adornada con pan de oro.
Según el mito popular de la época, los hermanos Burnham supuestamente diseñaron el edificio para que se pareciera a una botella de champán verde oscuro con una lámina de oro en la parte superior. A partir del 16 de noviembre de 2007, la torre de pan de oro se iluminó permanentemente por la noche, lo que alentó aún más esta leyenda urbana. El diseño del edificio se ha comparado con el American Radiator Building del arquitecto Raymond Hood en la ciudad de Nueva York, que supuestamente inspiró este. El Carbide & Carbon Building fue la última comisión importante de la práctica antes de la Gran Depresión, momento en el que la empresa se había convertido en Burnham & Hammond.

## En la cultura popular
La parte superior del Carbide & Carbon Building fue el lugar de rodaje de una escena de rodaje inicial en la película Wanted de 2008, protagonizada por James McAvoy, Morgan Freeman y Angelina Jolie. También es el lugar de rodaje del edificio de Bruce Wayne / la guarida de Batgirl, en Gotham City, como se incorporó en Arrowverse como parte de Elseworlds, una historia cruzada de 2018 entre los programas, que presentó a Batwoman. El edificio también apareció en la Temporada 10, Episodio 4 de Shameless. Una versión ampliada del edificio se presenta como un hito destacado dentro de la ciudad ficticia de Lost Heaven en el videojuego Mafia: Definitive Edition.

## Gallery

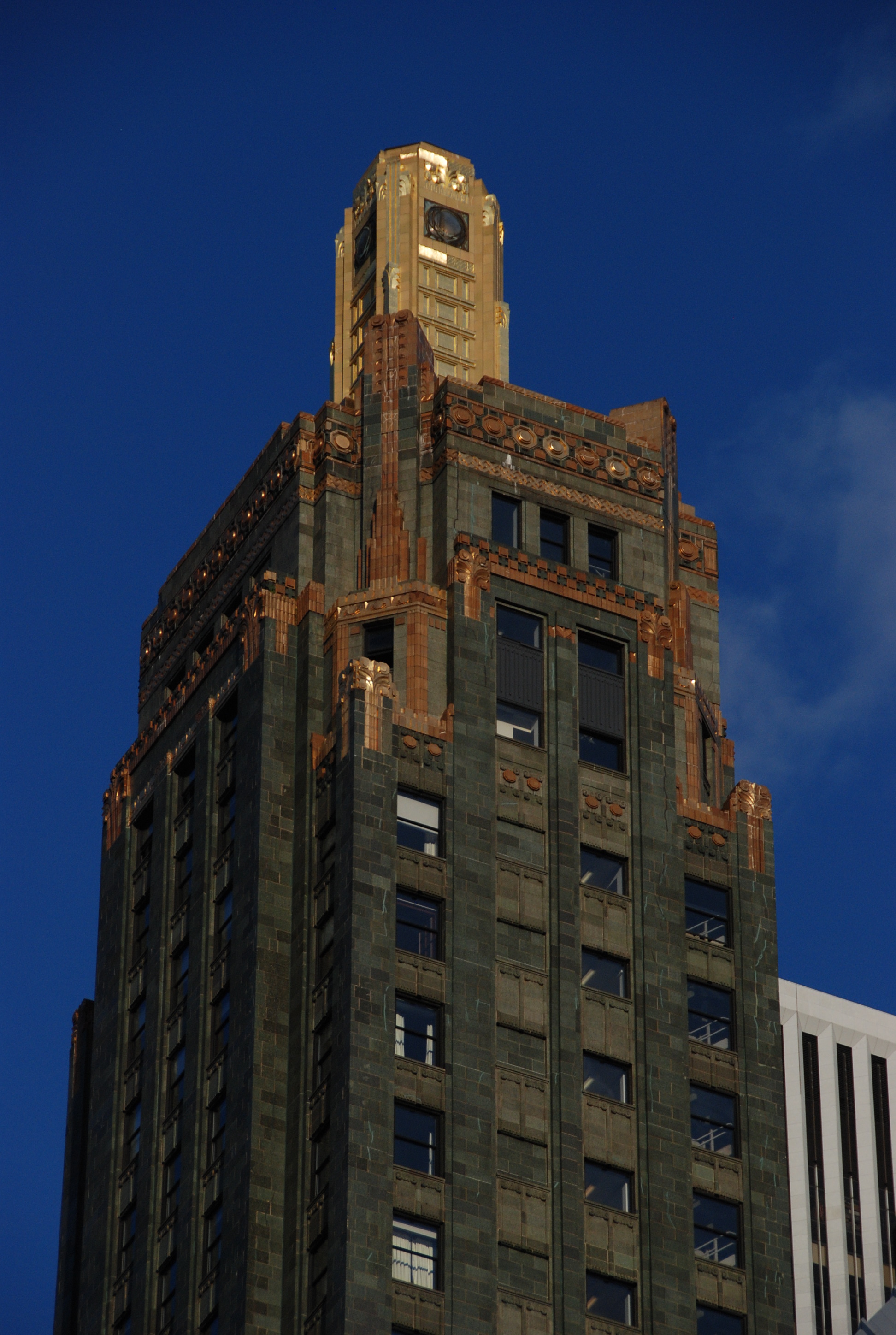
La parte superior dorada
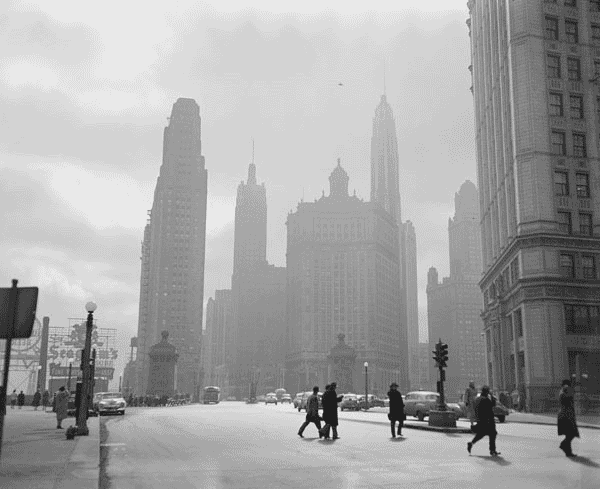
Foto de 1951. El Carbide & Carbon Building es el segundo desde la izquierda.
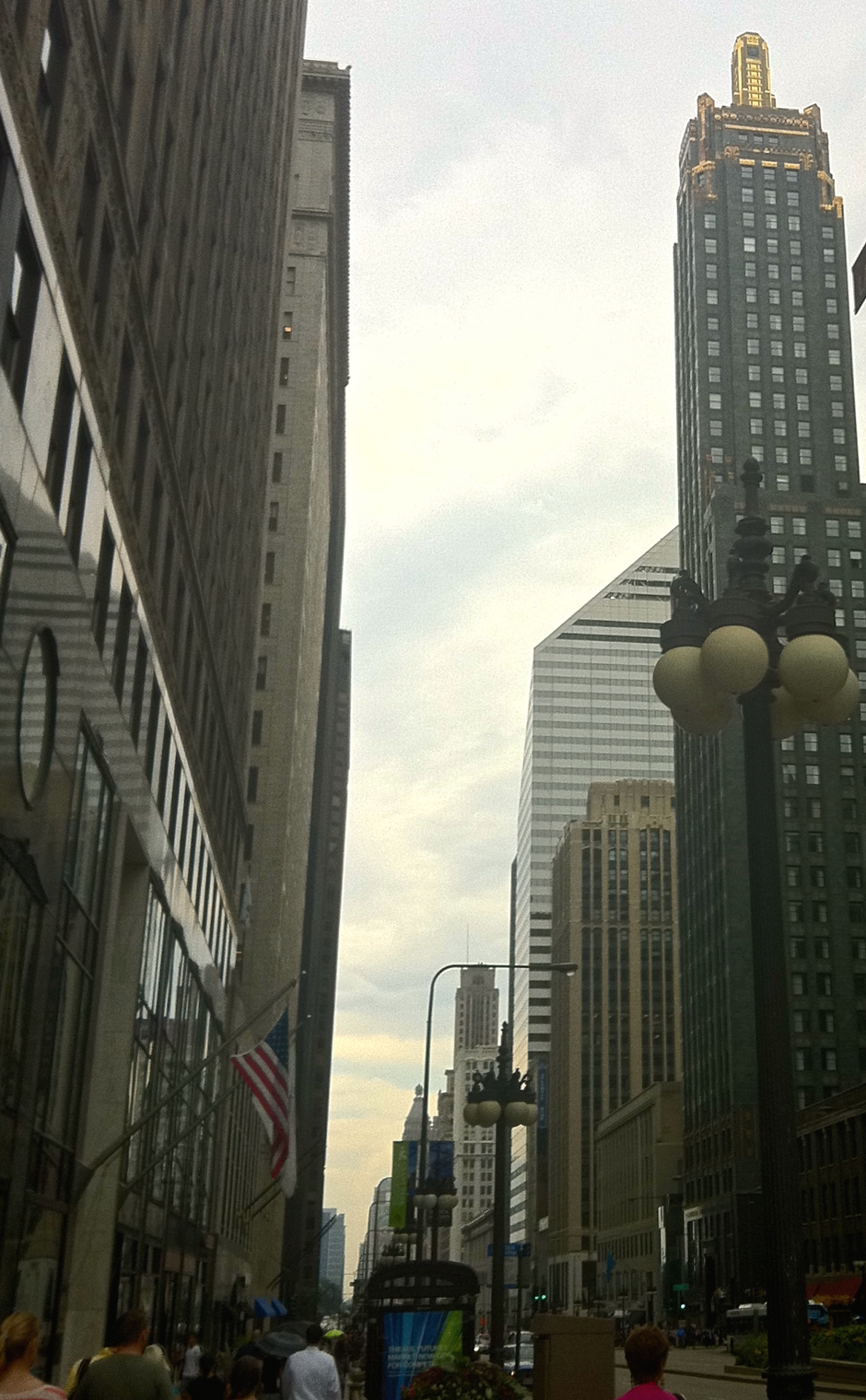
Vista desde la Avenida Míchigan. El Carbide & Carbon es el edificio de la derecha.
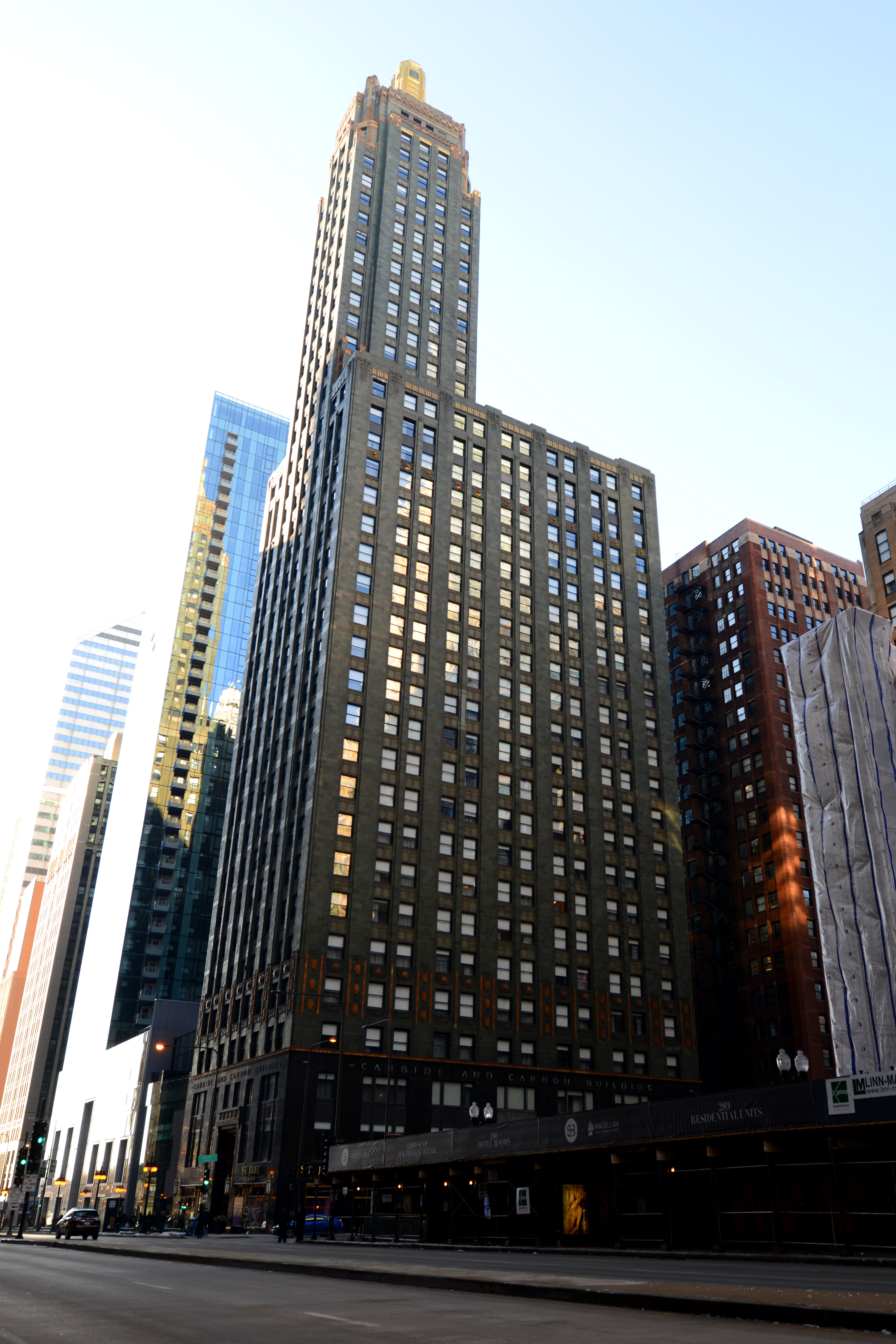
Fachada norte
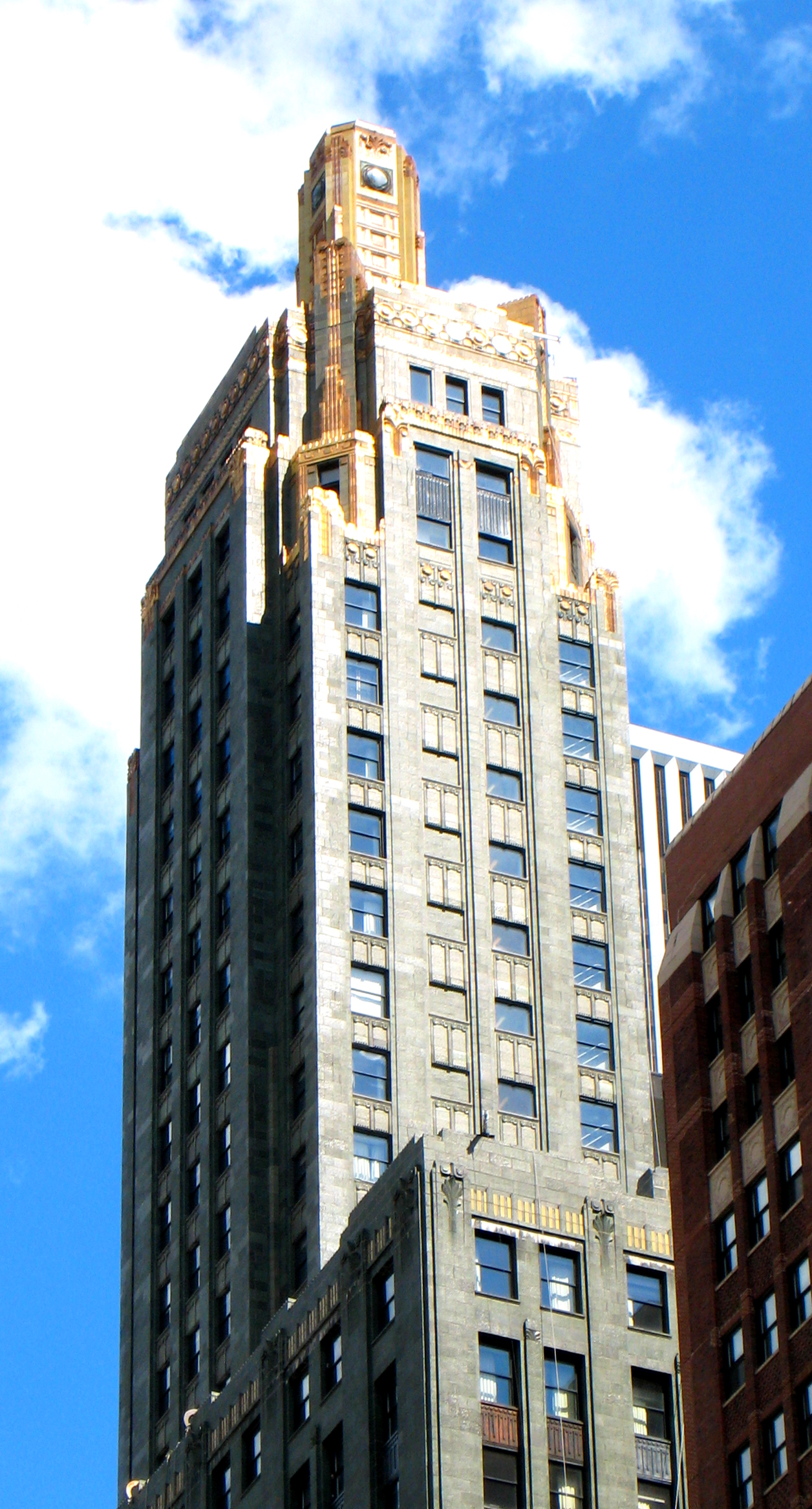
Fachada norte de la torre
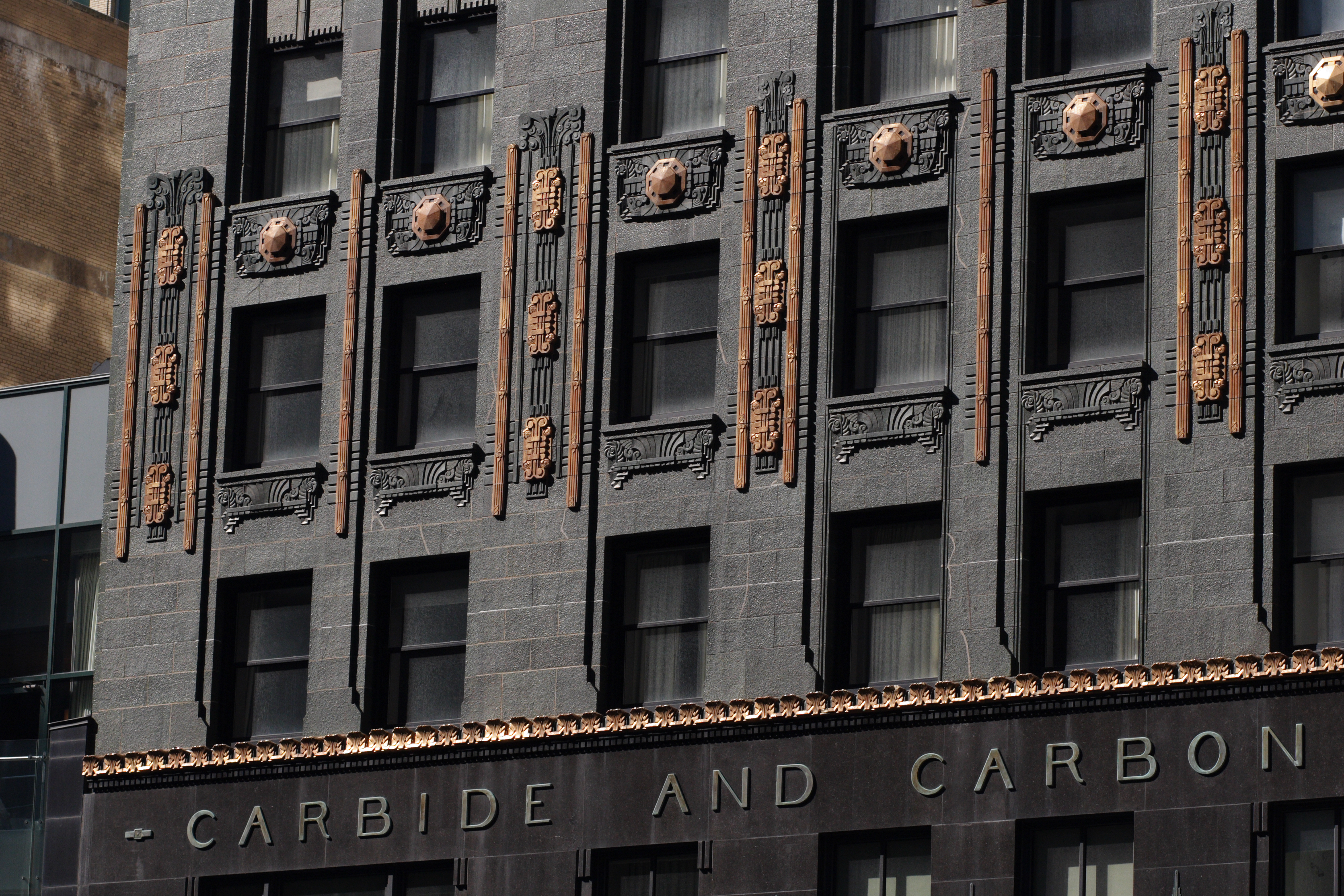
Detalles en láminas de pan de oro sobre la entrada al edificio.